# Бабич, Николай Стефанович
Николай Стефанович Бабич (30 мая 1923, Керчь, Крымская АССР — 10 июня 1993) — советский врач и государственный деятель.

## Биография
Родился в 1923 году в Керчи. Член КПСС.
Слушатель Куйбышевской военно-медицинской академии, курсант Киевского военно-медицинского училища.
Участник Великой Отечественной войны: командир санитарного взвода 45-го гвардейского стрелкового полка 17-й гвардейской стрелковой дивизии, командир санитарного взвода 277-й гвардейского стрелкового полка 91-й гвардейской стрелковой дивизии
Окончил Московский медицинский институт.
В 1949—1959 гг. — врач-ординатор, заведующий отделением, заместитель главного врача, в 1959—1964 гг. — главный врач Нижнетагильской городской больницы.
В 1964—1968 гг. — заведующий Нижнетагильским городским отделом здравоохранения.
В 1968—1986 гг. — заведующий Свердловским областным отделом здравоохранения.
Заслуженный врач РСФСР.
Умер в 1993 году в Екатеринбурге.

## Награды
- Орден Октябрьской Революции (1976)
- Орден Отечественной войны I степени (1985)
- Орден Отечественной войны II степени (1945)
- Орден Трудового Красного Знамени (1966, 1971)
- Орден Красной Звезды (1943, 1944)

## Память
Именем Бабича назван Благотворительный фонд социальной поддержки медицинских работников Свердловской области. В Екатеринбурге проводятся ежегодные Региональные медицинские чтения им. Н. С. Бабича для организаторов здравоохранения Свердловской области. В 2013 году в городах Нижний Тагил (здание Перинатального центра) и Екатеринбург (ул. Вайнера, рядом со зданием Министерства здравоохранения Свердловской области) к столетию со дня рождения установлены памятные мемориальные доски.